# Youssef Chermiti
Youssef Ramalho Chermiti (Isla de Santa María, Azores, Portugal, 24 de mayo de 2004) es un futbolista luso-tunecino que juega como delantero en el Everton F. C. de la Premier League.

## Trayectoria
Es canterano de Os Marienses, ACF Pauleta y GD São Pedro, antes de pasar a la cantera del Sporting de Lisboa en 2016. El 22 de julio de 2020 firmó su primer contrato profesional con el Sporting por 3 temporadas. Fue ascendido a su equipo B en 2021, pero estuvo apartado por lesiones durante 8 meses antes de entrenar con el equipo senior en noviembre de 2022. Debutó como profesional con el Sporting en un partido de la Primeira Liga contra el S. L. Benfica (2-2) el 15 de enero de 2023. En agosto de ese mismo año fue traspasado al Everton F. C.

## Selección nacional
Nació en Portugal, de padre tunecino y madre caboverdiana. Es internacional juvenil con Portugal, con la que ha jugado hasta la Portugal sub-19.

## Vida personal
Es primo del futbolista tunecino Amine Chermiti.

## Estadísticas

### Clubes
Actualizado al último partido disputado el 19 de mayo de 2024.
| Club                        | Div.          | Temporada     | Liga  | Liga  | Liga   | Copas nacionales | Copas nacionales | Copas nacionales | Copas internacionales | Copas internacionales | Copas internacionales | Total | Total | Total  |
| Club                        | Div.          | Temporada     | Part. | Goles | Asist. | Part.            | Goles            | Asist.           | Part.                 | Goles                 | Asist.                | Part. | Goles | Asist. |
| --------------------------- | ------------- | ------------- | ----- | ----- | ------ | ---------------- | ---------------- | ---------------- | --------------------- | --------------------- | --------------------- | ----- | ----- | ------ |
| Sporting C. P. "B" Portugal | 3.ª           | 2021-22       | 10    | 3     | 0      | —                | —                | —                | —                     | —                     | —                     | 10    | 3     | 0      |
| Sporting C. P. "B" Portugal | Total club    | Total club    | 10    | 3     | 0      | 0                | 0                | 0                | 0                     | 0                     | 0                     | 10    | 3     | 0      |
| Sporting C. P. Portugal     | 1.ª           | 2022-23       | 16    | 3     | 2      | 1                | 0                | 0                | 5                     | 0                     | 0                     | 22    | 3     | 2      |
| Sporting C. P. Portugal     | Total club    | Total club    | 16    | 3     | 2      | 1                | 0                | 0                | 5                     | 0                     | 0                     | 22    | 3     | 2      |
| Everton F. C. Inglaterra    | 1.ª           | 2023-24       | 18    | 0     | 0      | 2                | 0                | 0                | —                     | —                     | —                     | 20    | 0     | 0      |
| Everton F. C. Inglaterra    | 1.ª           | 2024-25       | 0     | 0     | 0      | 0                | 0                | 0                | —                     | —                     | —                     | 0     | 0     | 0      |
| Everton F. C. Inglaterra    | Total club    | Total club    | 18    | 0     | 0      | 2                | 0                | 0                | 0                     | 0                     | 0                     | 20    | 0     | 0      |
| Total carrera               | Total carrera | Total carrera | 44    | 6     | 2      | 3                | 0                | 0                | 5                     | 0                     | 0                     | 52    | 6     | 2      |